# アッコにおまかせ!
『アッコにおまかせ!』は、TBS系列で1985年（昭和60年）10月6日から毎週日曜日の11:45 - 12:54（JST）に生放送されている日本の長寿バラエティ番組。

## 概要

### 沿革・内容
#主なコーナーも参照。
番組開始前年の1984年10月7日、『ゆうYOUサンデー!』司会に和田アキ子と古舘伊知郎が就任。大沢悠里（当時TBSアナウンサー）の後任としての登場であったが、TBSの日曜正午台の長期視聴率低落傾向に歯止めをかけた。1985年4月に『アッコ 古舘のあっ!言っちゃった!』に改題。
前述の番組を更にリニューアルして『アッコにおまかせ!』として1985年10月6日に11:45 - 12:30の放送時間で開始。司会者は和田とキッチュ（松尾貴史）であり、前番組まで和田と司会を務めた古舘は1コーナーのみの出演となった。
放送開始から長らくは、生中継コーナーやゲストとのトークコーナー等で構成され生放送バラエティ番組として放送されていた（生中継コーナーやトークコーナーについての詳細は後述）。予告なしに特別ゲストが登場しスタジオが騒然とするなどハプニング性も取り入れた内容であった。ワイドショーではないにも関わらず1996年までは社会情報局が制作を担当していた。当初のオープニングテーマは、高中正義『FUNK'N'ROLL TRAIN』（1983年に高中が発表したアルバム『CAN I SING?』に収録された楽曲）を使用していた（1986年3月まで使用）。
1986年4月、番組セットやオープニングテーマを変更。CMが入り時のSEも変更された。この時からタイトルコールを廃止。この年に和田が『NHK紅白歌合戦』に再出場して以降、2015年まで30年間、毎年11月中旬の放送で和田が紅白に出場が決定したことについて、共演者が「出場おめでとうございます」と和田を祝福する演出も恒例だった。同時に2015年まで紅白の特集コーナーも行っていた。この時に変更されたオープニングテーマは矢追幸宏「真夜中シェイキンダンス」（横浜銀蝿の楽曲のカバー）のイントロ部分だった（1998年9月まで使用）。
1986年10月、男性司会者が当時TBSアナウンサーだった生島ヒロシに交代。出演中の1989年3月に生島はTBSを退社し翌4月からフリーアナウンサーに転身したが本番組への出演は継続していた。
1987年10月、12:30 - 12:54に放送されていた『ロッテ 歌のアルバムNOW』の枠を吸収し、約70分間の大型番組となった。
1988年には「ダ・ダ・ダ・ダ・ダイエット体操」という企画が放送され、森末慎二が振り付け、減量指導と曲の作詞・作曲を小林亜星が担当した。ワーナーパイオニア（現:ワーナーミュージック・ジャパン）からレコード（編曲は戸塚修）、河出書房新社からビデオもそれぞれ発売され、小林と和田・生島・吉村が「アッコにおまかせ合唱団」名義で歌唱、ビデオでは当時和田と同じホリプロ所属だった沖本姉妹が実演を行った。
1991年4月、和田とは当時ニッポン放送『アッコのいいかげんに1000回』で共演していた田中義剛に男性司会者が交代となった。
1992年1月5日、「新春豪華版スペシャルアッコにおまかせ!」を放送。ゲストとしてタモリがゲストトークのコーナーに生出演した。
1993年10月、男性司会者が現在まで出演している峰竜太に交代。これと前後して今まで司会の2人だけだったスタジオ出演者が、新たに準レギュラーとしてお笑い芸人などタレント数組を起用する強化がなされた。
1994年10月、TBS本社建て替えに伴い、旧局舎Gスタジオからの放送を終了し、現在までのTBS現局舎Aスタジオからの放送へ移行した（ちなみに当番組がTBS旧テレビ局舎・Gスタジオからの一番最後の放送（生番組）だったことを前日のオールスター感謝祭94超豪華!クイズ決定版この秋お待たせ特大号にて和田、峰の2人が説明している。なお、旧テレビ局舎としての最終番組は、Dスタジオから放送された「JNNスポーツ&ニュース」であり、この番組の直後番組は「クロージング（局名告知）」である）。
1995年1月、番組開始以来初めて大幅にリニューアル。番組で使用されていたテロップ表示がクレヨンの模様がついたものに一新され、オープニングで表示されているタイトルロゴが3DCGとなり、番組開始から白に黒い線だったがピンクに黒い影となった。
1995年10月に放送開始10周年を迎えた。
1996年1月7日、放送500回を迎え、トークゲストに萩原健一と山田邦子が登場し、「アッコジャンボ宝くじ」の賞金も通常の10万円から100万円に上がった。また、この時期に番組セットが刷新された。
1998年10月、これまでの生中継主体だった番組内容を一新し、和田の毒舌を生かした「情報バラエティ」として大幅リニューアルした。ワイドショーさながらに芸能ネタや珍事件などをVTRやパネルで紹介する前半コーナー、中盤にはそれまで通りゲストとのトークを行うゲストトーク、そして主にクイズやゲームを行う後半コーナーという構成になった。これまでの番組の軸であった生中継コーナーが正式に廃止され、番組開始以来の大幅なリニューアルが実施された。更に、12年半ぶりにオープニングテーマやCMが入った時のSEも変更され。番組セットも刷新された（2004年3月まで使用）。それまではエンディングテーマは無く、番組最後の「アッコにおまかせ!」コールの後にCM入りSEが流れ放送終了していたが、J-POP歌手の楽曲を数週替わりでエンディングテーマとして流すようになった。この影響で番組最後の「アッコにおまかせ!」コールの後のCMが入り時のSEは流されなくなった。後に歌手のエンディングテーマが廃止され、オープニングテーマがエンディングでも流れるようになり現在までこの形態である。同時にそれまで長らく11:45丁度の本編開始だった当番組は、進行アナウンサーによる当日の内容紹介→CM後の本編開始となり、実質11:50に放送が開始されるようになった（この形態は2017年3月まで19年間続いた）。                                                                        
1999年4月、この時期からぬいぐるみがスタジオに初登場（2004年3月まで使用）。この時から番組の冒頭を変更。オープニングテーマが始まる時に番組セットでレギュラー出演者が立ちながら拍手をする形態となった。                                                                        
2000年4月、番組セットをマイナーチェンジ。なお、このセットデザインは2003年頃より一度作り直していた。
2000年10月に放送開始15周年を迎えた。
2001年4月、番組開始以来のメインコーナーであったゲストトークを廃止し、ゲストの登場は原則不定期となった。番組は前半の情報コーナーと、後半のクイズ・ゲームコーナーのみとなった。この時からオープニングタイトルアニメーションを変更となり、なお、氏名テロップ表示を帯がついたものにそれぞれ刷新された。                                                  
2002年4月、スタジオにイチゴをモチーフしたベリーアッコが登場。この時期に番組開始に使用されていたCM入り時のSEに右下にあるタイトルロゴを表示されなくなった。                                                  
2003年12月、Mr.マリックがスタジオに初登場。                                                  
2004年4月、6年ぶりにオープニングテーマ、CMが入り時のSE、テロップ表示、番組セットを一新（2013年3月まで使用）。タイトルロゴも2代目となりリニューアルした。
2005年10月に放送開始20周年を迎えた。
2010年10月に放送開始25周年を迎えた。
2013年4月、オープニングテーマ、CMが入った時のSE、番組セットが現行のものに刷新された。
2014年4月以降、最長寿の生放送バラエティ番組となる。
2014年5月より、音声モードがモノラルからステレオとなる。
2015年10月に放送開始30周年を迎えた。
2015年12月27日、放送開始30周年記念として2時間拡大版「アッコにおまかせ! ～祝30周年!年末拡大版～」を放送。ゲストとしてビートたけしや所ジョージ等多数登場した。
2017年3月、クイズ・ゲームコーナー（後半コーナー）を廃止。番組は原則、1998年10月の大幅リニューアルで始まったVTR・パネルの情報コーナー（前半コーナー）のみとなった。これまでは数分に渡ってオープニングトークが行われていたが、これを機にオープニングが簡素化され初登場の準レギュラーが居ない場合は和田・峰が登場し「アッコにおまかせ!」コールをして直ぐにVTRコーナーに入るようになった。また、オープニングのタイトルロゴの表示も全面に表示されていたものが、左上に小さく表示されるのみになった。前述の通り、19年振りに11:45からの本編開始に変更。
2020年3月、第1回から本番組のスポンサーを務めてきた富士薬品が降板した。「30周年スペシャル」の際には、「『アッコにおまかせ!』放送開始以来30年変わっていないこと」として、富士薬品が答えとなるクイズが出題されていた。
2020年4月5日から2020年10月4日まで、2022年10月2日から2022年10月30日まで、2023年7月2日から2024年10月27日は12:54 - 13:00のミニ番組枠を吸収し、11:45 - 13:00枠での放送となる。しかし枠拡大分は実質的には番組宣伝（ガイド枠）になるため、番組本編自体は拡大しない。
番組開始から2020年2月23日までの35年間はスタジオに一般観覧者がおり、番組の盛り上げに一役買っていたが、新型コロナウィルス感染症が流行した事を受けてそれ以後は観覧客を廃止している（東日本大震災直後にも一度だけ観客を入れずに放送した事がある）。
2020年7月、2017年3月に廃止された後半コーナーが3年ぶりに復活。内容はかつてのようなクイズ・ゲームコーナーではなく、「○○がプレゼン!」と題した準レギュラーが仕切るパネルコーナーである。また、後半にロケVTRコーナーが新設された。ロケVTRコーナーのみ、2022年4月3日放送分までTVer・GyaO!にて月曜12:00より1週間限定の無料配信を実施していた。
2020年9月27日は、放送開始35周年記念として2時間拡大版「アッコにおまかせ! 祝35周年! 豪華拡大SP」を放送。ゲストとしてタモリが28年ぶりに生出演した。
2021年4月、画面上に表示される番組ロゴをマイナーチェンジ（スタジオセット内のロゴや番組サイトのロゴはこれまでのものと変わらず）。また、VTR中に和田を始めとした出演者を映すワイプのデザインも長らくピンクの枠のみだったものが、装飾が施されたものに変更された。番組初回から36年間、トークコーナーなどの一部コーナーを除いて出演者は立った状態で番組を進めていたが、この回からはMCの和田、進行を除いて男性MCの峰、準レギュラー全員が着席した状態へと変更された（峰はOP、ED時のみ立った状態のまま）。
2021年10月 - 12月の3ヶ月間、オープニングBGMが和田の楽曲「YONA YONA DANCE」に一時的に変更された。ただしエンディングやCM前、提供クレジットでは従来のものを使用していた。
新型コロナウイルス感染症の感染症法上の位置付けが5類感染症に移行したことに伴い、2023年5月14日から、全員が立った状態での番組進行が復活。また、ソーシャルディスタンスについても撤廃された。
以上の内容に加え、和田の所属事務所であるホリプロが主催するホリプロタレントスカウトキャラバン本選開催後にはグランプリ受賞者等が出演する。出場者募集期間中にはその告知も番組エンディングで行われる。
オープニングでMCの和田・峰が登場した後に、画面上には『今日も元気に生放送!アッコにおまかせ!です』のテロップが表示されていた。2021年4月からは文言が『TBS Aスタジオより今日も明るく生放送!』に変更された。
2022年4月10日放送分から2023年2月26日放送分まで、スタジオパートを含めた放送済み動画の見逃し配信サービスをTVer・TBS FREEにて本放送当日20:00頃から、Gyao!にて本放送翌日月曜12:00頃から、翌週日曜20:00頃までの1週間限定で無料配信を実施。2022年4月3日以前および2023年3月5日以降はロケVTRコーナーのみを配信している。
2025年1月5日放送で同年度下期以降も継続されることが発表された。また、和田は「『サンデージャンクション』や『JNNニュース』を挟まずに『サンデージャポン』から直結にしたい」との意向を持っているとされる。

### 収録放送・放送休止・拡大版など
基本的に生放送だが、総合司会やレギュラーおよびスタッフの季節別夏季・冬季休暇や、和田のディナーショー・コンサートの準備などに配慮し、稀に収録で放送することがある。その際は、生放送を行った直後に翌週分の収録を行う。番組内では収録放送であることは原則として明言しないが、出演者があえて収録放送であることを匂わす発言をすることがある。その週の出来事を伝えるVTRコーナーが挿入されることがあるが、スタジオ部分は事前収録なのでそれに対する出演者のワイプやコメントはない。また、番組冒頭の和田の挨拶も通常は「今日も元気な生放送」と言っているのに対し、収録放送の場合は「今日も元気にお送りします」になる。
日曜日が年末年始の特別編成時にあたる場合や、「クイーンズ駅伝 in 宮城」（例年11月下旬）および「別府大分毎日マラソン」（RKB毎日放送・大分放送共同制作。毎年2月第1週）が行われる週は休止する。2007年までは「北京国際マラソン」（例年10月第1週）が行われた週も休止になったことがあった。また、2011年からは毎年最後の日曜日に大型報道特別番組『報道の日』を放送、世界陸上がその年の開催される国の時差によっては中継を優先するため休止となる。また、1月1日が日曜日の場合「ニューイヤー駅伝」のため休止となる。
1989年は大晦日にも放送。筑紫哲也が アメリカ合衆国・ニューヨークから生中継を行った。
2014年2月9日はソチオリンピックダイジェストを編成したため12:00 - 12:54に短縮の上生放送した。
2015年12月27日は、この年の『報道の日』放送が3日後の12月30日（水曜日）になったため、1時間拡大して13:54までの放送。「30周年スペシャル」として過去の番組出演者から吉村明宏と生島ヒロシはスタジオ、松尾貴史と田中義剛はVTRゲストで、さらにビートたけしと所ジョージをスタジオゲストに迎えて放送。『アッコジャンボ宝くじ』や『団地ジャンケン中継』の生中継コーナーが復活して行われた。2010年12月26日放送分以来、5年ぶりに最終日曜での放送となった。
2016年1回目の放送でレギュラー陣全員が小田急グループ・星野リゾート協力の下、事前収録のロケで高級旅館に泊まるスペシャルを放送したほか、1988年2月14日にはハワイから生中継で放送を行ったこともある。
2016年10月23日以降毎年10月の最終日曜は、「クイーンズ駅伝 in 宮城」の出場チームが決まる「プリンセス駅伝 in 宗像・福津」の中継のため休止となる。
2018年は『報道の日』編成の12月30日が日曜日になるため、2014年以来4年振りに最終日曜が休止になる。
2020年9月27日は、1時間拡大して13:54までの放送。「35周年スペシャル」として放送され、12:45頃までは通常通りの内容、それ以降は特別企画を放送した。同時間帯に放送されているTBSラジオ『爆笑問題の日曜サンデー』と一部同時生放送が行われ、爆笑問題と良原安美（TBSアナウンサー）が生放送中のTBSラジオ第8スタジオから中継で出演。さらに入院療養中の加山雄三から送られた手紙も紹介された。そして同日の放送にて「生放送バラエティ番組で同一司会者による放送年数の最長記録」として当番組がギネス世界記録に認定されたことを発表。『森田一義アワー 笑っていいとも!』（フジテレビ）で「生放送バラエティ番組で同一司会者による放送回数の最多記録」を保持しているタモリが駆けつけ、特別企画『タモリにおまかせ!』と題してコーナーを放送した。
2024年1月7日は「全日本高等学校女子サッカー選手権」の決勝をJNN系列全国ネットで放送したため休止。翌週14日から同年内の放送を開始。

## 出演者
職業記載の無い人物は出演時点で、TBSアナウンサー。

### 現在

#### 総合司会
- 和田アキ子（歌手、1985年10月6日 - ）
- 峰竜太（俳優、男性4代目：1993年10月3日 - ）
  - 1992年からコーナーレギュラーとして出演していたが、3代目・田中義剛の後任として総合司会に抜擢。歴代の男性総合司会では在任期間が一番長く、2024年現在で31年総合司会を務めている[注釈 14]。その他、1996年10月から2006年3月までの10年に渡り、日本テレビ系の帯情報番組（『ホンの昼メシ前』→『 ザ!情報ツウ』）と東海テレビ『スーパーサタデー』（同番組は2004年4月から2010年9月まで）と当番組を兼務し週7日生放送出演体制というハードスケジュールの時期も存在したものの、影響は特になく現在に至っている。

#### 進行
- 山形純菜（5代目：2025年1月5日 - ）
  - アシスタント担当前にも、2023年7月9日・2024年1月14日放送分でロケVTRに出演。また引き継ぎの関係で2024年12月15・22日放送分は宇内と分担して進行していた。

#### 準レギュラー
準レギュラーは、「男性タレント」「お笑いコンビ」「女性タレント」の組み合わせで不定期出演する。準レギュラーは流動的で、準レギュラーとして出演してきた後に全く出演しなくなった者も多数いる（準レギュラーとして出演している勝俣州和は、当番組に1度でも出演したタレントは準レギュラー扱いになることをAbemaTV『TVじゃ教えてくれない業界裏教科書』で明かしている他、他局で1995年5月から2002年3月まで、おまかせと被る日曜日に収録を行なっていたレギュラー番組のウッチャンナンチャンのウリナリ収録もかねており事実上ダブルブッキング状態となっていたが、ウンナン側は企画によって出演を一切しない週も存在したため、そのケースに該当する場合にはおまかせに優先的に出演し、ウンナンで勝俣を必要とする企画が続いている時期にはほとんどおまかせ側には出演できない時期やハードスケジュールとしてウンナン→移動→おまかせ→移動→ウンナンと午前から午後まで両出演する時期も存在していた。これは峰とは異なるケースである。
）。
俗にレギュラーや準レギュラーをまとめて「おまかせファミリー」ともいわれるほか、特に勝俣や竹山隆範、サバンナなどの出演回数が多いメンバーが「アッコ軍団」とも称される。

### 過去

#### 総合司会
- キッチュ（現・松尾貴史、俳優、男性初代：1985年10月6日 - 1986年9月28日）
- 生島ヒロシ（フリーアナウンサー、男性2代目：1986年10月5日 - 1991年3月31日）
  - 平日朝の『ビッグモーニング』がスタートして半年後に降板。最後の半年は本番組と『ビッグモーニング』に加えて『ミュージックステーション』（テレビ朝日）、『風まかせ 新・諸国漫遊記』（フジテレビ）と週7日生番組を抱えていた。途中の1989年3月まではTBSアナウンサー、同4月以降はフリーアナウンサー・タレントとして出演。
  - 当番組の降板後も出演することがあり、2023年2月26日放送分では、AKB48の武藤十夢が準レギュラーとして初登場した関係で、和田から「生島君が生島企画室の社長[注釈 16]としてスタジオに来ている」と説明がなされた。
- 田中義剛（タレント、男性3代目：1991年4月7日 - 1993年9月26日）
  - 『朝だ!生です旅サラダ』、『世界まる見え!テレビ特捜部』など他のレギュラー番組の兼ね合い並びに『花畑牧場』の開業準備のため降板。降板する半年前の1993年3月まではラジオのニッポン放送 『ゴッドアフタヌーン アッコのいいかげんに1000回』（同局が当時関東ローカル向けに土曜昼に編成していた番組、現在は一部NRNにも放送されるラジオ番組）でも、和田と毎週共演していたため、オープニングトークで和田と2人で度々ネタにしていた。

#### コーナーレギュラー
- 古舘伊知郎（フリーアナウンサー、前番組『アッコ 古舘のあっ!言っちゃった!』より続投、短期間で降板）
- 峰竜太（俳優、前述の通り）
- 風見しんご（俳優、1991年 - 1993年頃）
- 北村義浩（長野保健医療大学特任教授）
  - 「巨大パネルコーナー」で新型コロナウイルスに関するニュースで「教えて！北村先生」として、解説を担当していた。

#### 進行
いずれも、担当期間中はTBS→TBSテレビのアナウンサー。
- 安東弘樹（初代：1998年10月4日 - 2014年9月28日）
- 国山ハセン（2代目：2014年10月5日 - 2019年9月29日、2021年6月27日 ‐ 8月22日）
  - 『グッとラック!』のメインMCへ起用されたことを機に、2019年9月で一旦降板した。同番組終了後の2021年6月27日から出演を再開していたが、同年8月30日から『news23』のサブキャスターへ異動。
  - TBSテレビからの退社（2022年12月31日）を前に、同月18日放送分へ「ゲスト」として出演。自身がMC陣に名を連ねていた『報道の日2022』（同日の当番組本番後から生放送）の告知が本来の目的だったが、和田から「生ドッキリ」（入社当時の発言を振り返る企画や『news23』のメインキャスター・小川彩佳から寄せられたメッセージVTRのサプライズ放送）を仕掛けられたことを受けて、退社に関する挨拶を視聴者に向けて正式に披露した。国山にとっては、2度目のアシスタント降板以来、およそ1年4ヶ月振りの出演であった[19]。
- 小林廣輝（3代目：2019年10月6日 - 2021年6月20日）
  - 2021年6月27日から出演を見合わせたことに伴って、国山が進行役に復帰。宇内が国山の役割を直々に引き継いだことによって事実上降板するとともに、男性のアナウンサーによる進行が、放送開始からおよそ23年で途切れた。その後も当番組に登場せず、2022年7月31日付でTBSテレビを退社。
- 宇内梨沙（4代目：2021年8月29日 - 2024年12月22日）
  - レギュラー出演開始前の2021年7月18日・8月1日放送分でも、当時進行を担当していた国山ハセンの代役として出演。進行役としては4代目に当たるが、TBS→TBSテレビの現職女性アナウンサーからのレギュラー起用は初めてである[20]。
  - 担当開始から2021年9月26日までは、当番組の本番後（日曜日の夜）にBS-TBSで放送されていた経済番組『サンデーニュース Bizスクエア』[注釈 17]のキャスターも兼務していた。
  - 2024年1月14日放送分のエンディングで、「2023年のクリスマス（＝12月25日）」に結婚したことを生報告[21]。和田・峰およびスタッフ陣には2023年12月24日の本番前の打ち合わせで結婚について事前に伝えていた。その一方で、発表のタイミングを迷っていたため、「1月14日（＝2024年における最初の放送日）に発表したらどうか」と和田から提案され、当番組での発表に至った[22]。
  - 2024年11月10日放送分は体調不良のため休演し、先輩アナウンサーの熊崎風斗[注釈 18]が代理で担当[注釈 19][23]。
  - 2024年12月4日に自身のInstagramおよびTBSラジオ『アフター6ジャンクション2』内にて、2025年3月をもってTBSテレビを退職することを発表。その前準備として2024年12月をもって全てのレギュラー番組を降板することも併せて発表。当番組は年内最終放送の同月22日で降板[24]。
- 浦口直樹
- 広重玲子（「藤井隆のおでかけクッキング」を担当）

#### 総合司会代役
※いずれも和田の代役。
- 山田邦子・高田純次（タレント、1997年2月23日）
- 榊原郁恵（タレント）
- 井森美幸（歌手）
- 山瀬まみ（歌手）
- Mr.シャチホコ（ものまねタレント、2022年4月10日）[注釈 20][25]

#### 中継リポーター
- 岡崎潤司
  - 「おまかせ!ネットワーク」（1986年頃 - 1988年頃）中継担当。
- 小林豊
  - 「日本全国おじゃましまぁ～す!!」（1990年頃 - 1991年3月）・「団地じゃんけん中継」（1991年4月 - 1993年9月）中継担当。
- バカルディ（現：さまぁ〜ず・お笑いコンビ）
  - 「団地じゃんけん中継」（1993年10月 - 1994年頃）中継担当。1993年に吉村に代わってジャンボを短期間だけ担当していた。
- 吉村明宏（お笑いタレント）
  - 「みんな見て来い来い来い」（1985年10月 - 1991年9月）・「アッコジャンボ宝くじ」（1993年4月 - 1998年9月27日）などの中継を担当。平日昼の『吉村明宏のクイズランチ』を担当するようになった1991年9月から1年半は一時降板していたが、『クイズランチ』終了からしばらくたって当番組のリポーターに復帰。

## 主なコーナー

### 2023年11月5日現在の放送されているコーナー
- オープニング
  - テーマ曲が流れ、和田の挨拶の後「アッコにおまかせ!」（1985年から1998年までと2020年からは、毎週異なる言い回しの後に『アッコにおまかせ!』）とピースサイン[注釈 21]を出して始まる。2017年3月まではこれに続け、数分のトークが行われていたが、以降は直ぐにVTRコーナー（もしくは、進行アナによる直近の芸能ニュースの紹介→VTRコーナー）となる。
  - この部分の流れとしては、番組BGMに合わせて出演者、観客、スタッフがそろって手をたたく映像が流れ[26]、その後セット中央にカメラが寄って和田・峰が登場する[27]。2023年1月15日からは和田が左股関節を痛めているため登場演出が無くなり、開始時から定位置に板付きの状態でスタートしているほか、その関係からテーマが流れはじめてから和田がしゃべり出すまでの時間が短縮されている。
  - レギュラーや進行アナウンサーが登場する以前（1998年9月以前）は番組BGMに合わせて観客の拍手と共にスタジオ中央のクレーンカメラが徐々にセット中央に寄っていき（途中でBGMに合わせて観客席がアップになる）、中央の登場口へ寄り切ったところで和田・男性司会が登場。オープニングトークを行い、その後に各コーナーの中継先を呼んでトークや予告を行う。最後に和田・男性司会の「アッコに」を号令に全員でピースサインをしながら「おまかせ!」とコールして提供クレジット（ブルーバック表示）・CMに入る。
- 前半コーナー
  - おまかせ!ニュースランキングTOP10（1998年10月4日 - ）
    - 普通の芸能情報に加え、他局（いわゆる他所）ではやらないB級ニュース（いわゆる三面記事）、そして『おまかせ』独自で取材したインタビュー内容などを紹介している。かつては次のコーナーが始まるまでCMを挟まなかったが、2017年3月の放送より途中でCMを挟むようになった。
    - VTR内で紹介される芸能人は放送時点での年齢も合わせて読み上げられる。
    - VTR中は、和田ら出演者の表情が「ワイプ」で映し出されている。
    - 2012年7月8日までは「芸能&ニュース どばっと1週間」、その後も「おまかせ!エンタメ 今週の10人」、「週刊おまかせ!芸能」とタイトルを変えて現在のタイトルになった。
    - 2023年8月6日からは「今週の出来事をまるっとおさらい! おまかせ!一気見ニュース!」として、生放送の場合は基本的に「おまかせ!トピックス」の後（またはその途中）に放送。

  - おまかせ!トピックス（1998年10月4日 - ）
    - VTRの中から数本ニュースを選び紹介。スタジオの中に大きなパネルが運ばれ、進行アナ（2014年9月までは安東、2014年10月から2019年9月・2021年7月・8月は国山、2019年10月から2021年6月までは小林、2021年9月から現在までは宇内）が「めくり」（マスキング）をはがしながらニュースを『おまかせ!』独自の視点によって紹介していく。芸能ニュースが中心で、あまり深刻な内容のものは取り上げないことがほとんどであったが、後半のクイズ・ゲームコーナーが廃止された後はそのような話題も取り扱われるようになった。
    - このコーナーでは和田の毒舌が生かされる。内容があまりにも瑣末なものについては本番中、和田が苦言を呈することもある。
    - 進行アナが「めくり」をめくる前に和田が内容を言ってしまう場合[注釈 22]も多く、それを勝俣州和や出川哲朗らに指摘されて恐縮するなど、主従逆転するところが見どころとなっている。
    - 2017年3月下旬から、「おまかせ!ニュースランキングTOP10」とこのコーナーの前半コーナー一本のみになり、長年にわたり行われていた後半のクイズ・ゲームコーナーは廃止になった。以降、一つの内容に「めくり」が増えて、和田のコメントや準レギュラー出演者の発言、質問などで時間が長引くことが多くなり、そのため、一部の「めくり」が剥がされないまま次の話題に進んだり、終了したりする場合もある。しかし2020年7月から、後半コーナーは「○○がプレゼン!」で3年ぶりに復活された（しかし内容はクイズ・ゲームコーナーではなく、後述のようにパネルを使った「めくり」コーナーである）。
    - 2022年4月3日放送分からはこのコーナーの前半部分が「けさ報じられた気になる最新ニュース」と題されている。
    - 開始当初からしばらくはコーナー冒頭に、回によって異なるサブタイトルとともに「おまかせ!トピックス」のタイトルテロップが表示されていたが、2023年現在は表示されていない。ただし、巨大パネルの最上部には「おまかせ!トピックス」の文字が表記されている。
    - 2022年8月14日放送分から2022年9月18日放送分までは番組公式ツイッターで視聴者に生アンケート投票を実施し、番組の何処かで結果を発表する編成も導入された。

- 後半コーナー
  - おまかせ!コレキテル?　(2022年4月3日 - 2022年12月11日、2023年1月8日 - 2023年8月20日[注釈 23]、2023年9月24日 - )
    - 放送の時点で「キテル」（話題になっている）人物・グッズ・スポットを大調査して紹介するコーナーで、TBSアナウンサーの宇内が単独でリポーターを務めるが、TBSアナウンサーの宇内が同僚のアナウンサー（主に後輩のアナウンサー）とリポーターを務める場合も有る。なお、宇内がVTRに出演せず、同僚のアナウンサーや準レギュラーなどがリポーターを務めることもある[注釈 24]。
    - 宇内がロケの概要をスタジオで手短に紹介した後に、予告映像とCMをはさんでロケ本編の映像を放送。基本としてロケ映像だけでコーナーを完結しているため、他のスタジオ出演者は、本編映像の放送中にワイプ映像で登場するだけにとどめている。
    - TBSグループが持続可能な開発目標（SDGs）の達成に向け展開する「地球を笑顔にするWEEK」の期間中には、SDGsに関連したロケVTRを放送。また、不定期で当コーナーを休止して「スゴ技アート特集」と題したVTRを放送することもある。
- エンディング
  - 出演者がトークする。ここで告知・番宣が行われる場合もある。その後はエンドロールが流れ、和田の「せーの」に続いて、和田・峰の「アッコに」を号令に全員でピースサインをしながら「おまかせ!」とコールして番組は終了する。

### 過去のコーナー

#### 前半コーナー
- 今朝のスポーツ紙（1998年10月4日 -  2017年3月19日、2017年12月24日、2018年2月25日）
  - オープニングからの流れで放送。その日の朝発行の主要スポーツ紙6紙（東京中日スポーツ・スポーツニッポン・日刊スポーツ・スポーツ報知・デイリースポーツ・サンケイスポーツ）から芸能・スポーツ・社会面の記事をチョイスして紹介。当初は2 - 3紙の一面と芸能・社会面からそれぞれ記事を紹介していた。

#### 後半コーナー
2017年3月にクイズ・ゲーム企画を行う後半コーナーは廃止となった。
- クイズ・ゲーム企画
  - 和田とゲストがチーム戦または個人戦で頭を使うクイズ・ゲーム企画に挑戦する。勝ったチームおよびクリアした正解者には賞品としてスイーツなどを食べることができる。司会は峰と進行アナ（安東→国山）が担当だったが、末期は峰に変わり準レギュラーが担当していた。
  - 企画は週代わりで行われ不定期で入れ替わっていた。
  - クイズ・ゲーム企画の前に週替わりの企画（「おまかせ!調査隊」、「がっぽりサンデー!!」など）が放送されていたが、2010年以降は放送されていない。
  - 放送回により、クイズ・ゲーム企画が中止になる場合もある。
  - 主なクイズ・ゲーム企画
    - 「おまかせ!ブレインショック」
      - 1枚の絵の一部分が時間が経つに連れてだんだんと変化していくのを見て、どこが変化したのかを当てる。最初はノーヒントで「天才」レベルとして出題されるが、その後ヒントが出される（変化しない場所は黒く潰される）につれて「凡人」レベル→「バカ」レベルと下がっていく。

    - 「全員正解あたりまえ!クイズ」
      - この企画のみ5度位、特別番組として単独化され、それが人気になり2005年10月から2006年2月8日まで独立してレギュラー放送された。詳細は当該ページを参照。
      - 2023年2月12日放送分からは「令和の常識!?あたりまえクイズ」と改題して、「けさ報じられた気になる最新ニュース」のコーナーで所々準レギュラーや専門家から[注釈 25]出題されるクイズに和田が挑戦する内容として、17年ぶりに復活を果たした。2023年3月12日放送分で一旦終了したが、2023年4月2日放送分で正式に終了した。その後、2023年8月20日放送分に「世界陸上ブダペスト あたりまえクイズ」と改題して、「今週の出来事をまるっとおさらい! おまかせ!一気見ニュース!」のコーナーで宇内から出題される『世界陸上ブダペスト』に関するクイズに和田が挑戦する内容として、1度限りの復活を果たした。

    - 「おまかせ!シックスセンス」
    - 「クイズ!流行ジャングル」
    - 「おまかせ!ハサンデー!ランチ」
      - タイトルは「挟んで」と「サンデー」を掛けたもの。有名店のランチを紹介、その値段を予想する。実際の金額に対し、「内輪」と「オーバー」で最も近かった1人ずつがそのランチを食べることが出来る。全員の予想よりも実際の金額が最も高かった（もしくは最も安かった）場合、「挟めなかった」ことになり、司会者がランチを食べる。

    - 「九面待ちでロン!」
      - 次々と発表される9つのヒントからある人名を当てる。3つ目までに正解した先着1名限りには賞金が出たこともあった。

    - 「おまかせ!ロストワールド」
      - 30個程度並んだ文字や絵の中に、1組だけ同じ物のペアがある。それを探し出す。（タッチ・デ・ウノーの「モジモジさがし」と同じ）後に「1組だけあるトリオを探す」や、「1つだけあるペアじゃない物を探す」といった応用編の問題も作られた。

    - 「ドキドキ!タッチザネーム」
      - 1文字ずつ散りばめられた文字を選んでいき芸能人等の人名にする。

    - 「1位を当てちゃダメなんです!」
      - とあるランキングが順位を伏せられた状態で発表され、1位では無いものを選んでいく。

  - その他にも多数のクイズ・ゲーム企画が入れ替わりながらも存在していた。

以下、2020年7月に復活した後半コーナーにて放送されたものを記述。
- ○○がプレゼン!（2020年7月12日 - 2021年3月28日）
  - ○○にはコーナーを仕切る準レギュラーの名前が入る。進行アナが仕切る「おまかせ!トピックス」では比較的硬派であったり時事的なニュースを扱ったりするが、準レギュラーが仕切り、一転してほのぼのとした明るい話題や面白おかしい話題を「巨大パネルコーナー」と同じパネルを使用して行う「めくり」のコーナー。一部の回では、このコーナー内でクイズ・ゲーム企画を行うこともある。
  - 2021年4月頃からは、準レギュラーと交代せずに「ガラッと話題を変えまして」等と言い進行アナが引き続き進行する場合が多く、事実上コーナーが終了した。
- ロケVTRコーナー（コーナー名無し）（2021年4月4日 - 2022年4月3日）
  - 当日スタジオ出演していない準レギュラーのいずれかがロケをしたものや、進行アナやスタッフ等がゲストに取材をしたものなど毎回異なるVTRを放送。主にVTRのみで構成されていたが（スタジオ出演者はワイプのみ）、回によってはVTRの途中にクイズが挿入されスタジオ出演者が解答する場合があった。
  - 2022年3月27日を最後に、「おまかせ!コレキテル?」に発展する形で終了した。
  - 2022年4月3日まではこのコーナー部分のみ（2022年4月3日のみ「おまかせ!コレキテル?」）、TVer・GYAO!で見逃し配信がされた（但し、和田を始めとするスタジオのワイプ映像や音声は配信されない）。同年4月10日以降は番組全編を見逃し配信している。
- 1位を当てろ!クイズ ドレキテル!?（2022年12月18日・25日）
  - 2022年12月18日放送分から開始し、宇内が担当。「ベストお取り寄せ大賞2022」のお取り寄せグルメが登場し、準レギュラーの中から1人が試食をヒントに各部門のTOP3の中から1位を当てる企画。正解者は1位の商品を試食する事が出来る。2022年12月25日放送分で終了した。

#### 生中継コーナー
1998年9月の番組リニューアルに伴い生中継コーナーは廃止となった。
- みんな見て来い来い来い（1985年10月6日 - 1991年9月）
  - 吉村明宏が各地でロケを行う。番組冒頭に場所を伏せて中継を行い、場所のわずかなヒントとなる近隣の建物などを見せた上で「近所の方はここに（指定の時間までに）頭に「あ」や「い」（日によって違う）の付く物を持って来て下さい。」と呼びかける。番組の後半で再度中継が入り、特にインパクトのある物を持ってきた人に吉村がインタビューを行う。
  - 上記のコーナー時、「た」の付く物の中には自宅からタンスを担いできた人もおり、吉村やスタジオの和田らは驚いていた。
- おまかせ!ネットワーク（1986年頃 - 1988年頃）
  - TBSアナウンサーの岡崎潤司が担当。中継はネット各局の協力により全国津々浦々から行った。内容はかつて日本テレビ系列で放送されていた東芝ファミリーホール特ダネ登場!?のように、その地元に在住する変わった特技や曲芸を得意とする人、さまざまな日本一の人などを当てるクイズ（問題は3問。すべて三択で、解答者は和田をはじめスタジオの観客も参加）。
  - 出演者で一番インパクトのあった人を和田が選び、中継先にて岡崎から当時の携帯型テレビが賞品として贈られた（メーカーや型番は不明）。また、スタジオの観客にも最終的に残った人数で賞品（主に日本各地の特産品や名店のスイーツが多かった）を山分けしたが、週によっては観客一人のみ全問正解だったり、全問正解者なしということもあった。
- アッコジャンボ宝くじ（1993年4月 - 1998年9月27日）
  - 「みんな見て来い来い来い」に代わるコーナー。吉村明宏が各地でロケを行う。番組冒頭に具体的な地名を伏せて中継を行い、やはり場所のわずかなヒントとなる近隣の建物などを見せた上で「近所の方はここに（指定の時間[注釈 26]までに）預金通帳を持ってきてください。車では絶対に来ないでください[注釈 27]。」と呼びかける。その場所には番組特製のティッシュが置いてある。そして番組の最後（概ね12:45頃）にスタジオの和田が「1の位」「10の位」「100の位」の順に抽選を行い、持ってきた通帳に記載されている最終残高の下3ケタが一致すると賞金10万円がもらえる企画。当選者が複数いる場合は人数で頭割りとする。例えば3人当選の場合は33,333円がもらえ、余った1円はカンガルー募金に寄付。当選者が出ないと翌週（次回）放送回にキャリーオーバーとなる。
  - 毎回わずかなヒントしかないにもかかわらず、近所の人ならすぐに分かるようで、ほとんどの場合100人前後は集まっていた。和田も「近所の人なら分かるもんだねぇ」等と毎週感心していた。
  - 中には、「当選番号の通帳を持っていたにもかかわらず、勘違いで申告が漏れ、番組終了後に名乗り出た」ケースがあったが、当選とは認められず、番組特製ティッシュだけを持ち帰ったケースがある。他にも、最終残高ではない数字を見て当選と勘違いしていたケースもあり、その週は1人占めだったため、念のために吉村が通帳を確認したところ「ちょっと待った」と言ってその事実が発覚し、一転キャリーオーバーになったこともある。
  - 毎年の最終放送には、100万円がもらえる特別大会が行われた[注釈 28]。この時は、当選者が出なくても100万円はキャリーオーバーしなかった（次回は元より翌年最終放送でも）。これは当時独占禁止法による「広告においてくじの方法等による経済上の利益の提供を申し出る場合の不公正な取引方法」・通称 オープン懸賞告示によって、100万円を上限とする規制がなされていたためである（懸賞の上限は2006年4月に撤廃）。なお、この時は吉村だけでなく、準レギュラーの中から2名をリポーターに加え、計3か所で行っていた。
  - このコーナーの後期には、視聴者に和田が引きと思われる番組を予想しFAXで応募、中継で出なかった場合（2桁目で全滅するケース場合は視聴者のみ）は出た番号を当てた視聴者から5万円（キャリーオーバー発生時はこの回の金額の半額）を1名にプレゼントするが、5コール以内に出ない・和田が前に言ったキーワードを言わないと無効となる。キーワードは「アッコに」と言われて「おまかせ!」では番組を見てなくても答えられて意味がないという理由から、必ずその週の時事問題や芸能スポーツの話題を絡めたものにして、見ていないと絶対に分からないようになっていた。
  - 月末には中継で出た場合、賞金とグアム旅行をプレゼント。もし、出なかった場合は視聴者には賞金は出ず、グアム旅行のみの1名にプレゼントとなった。
  - キャリーオーバーは上記にあるオープン懸賞告示のため最大で100万円までであった。キャリーオーバーでは最大70万円まで膨れていた。また、1997年10月26日放送のアッコ芸能生活30周年を記念した回は、従来の10万円ではなく30万円をプレゼントになっていたが、この回は30万円が出ず、翌週にやっと30万円が出た。
  - 「みんな見て来い来い来い」「アッコジャンボ宝くじ」は、ともに番組初期 - 1998年の番組リューアルまでの名物企画で、スタジオから和田が中継先を呼びかけた後に吉村が発した「は〜ひふへほ〜!」（番組司会の和田のモノマネ）は人気を博した。なお「ジャンボ宝くじ」特別大会の時は、吉村以外のリポーターも「は〜ひふ〜へほ〜!」と叫んでいた。
  - 「おまかせ!ネットワーク」同様、当選者が出ると、スタジオ観覧者にも何かしらの賞品がプレゼントされるようになっていた。しかし、賞品は果物等の食品が多かったため、保存の問題から、当選者なしであっても「今日は気分が良いから」「来週は別大マラソンで番組が休み」等何か理由をつけてほとんどの場合プレゼントされていた。しかし保存がきく賞品の場合、稀にプレゼントなしにした回もあった[注釈 29]。
  - 2015年12月27日放送で、番組30周年（番組スタートの1985年（昭和60年）から30年後の2015年（平成27年））を記念し17年ぶりに特別に復活した。30周年スペシャルを記念し「30」つながりから、賞金は30万円とし、リポーターを先代の吉村明宏から「吉村」つながりで平成ノブシコブシの吉村・徳井が担当した。"元祖"・吉村明宏は先述のとおり、30周年を祝いに東京・赤坂のスタジオのほうにアッコへ花束を届けにきた。
- 日本全国おじゃましまぁ～す!!（1990年頃 - 1991年3月）
  - 0:30頃～0:45頃にアッコジャンボ宝くじを行わない週に放送。リポーターは小林豊アナウンサー。リポーターが全国各地へ出向き、さまざまな人へA・B・C3択のクイズを出題してもらう。スタジオの観客がどれが正解か選んで、観客優勝者に豪華プレゼントをあげる企画。最終出題で正解者が複数人数いた場合は、ジャンケンで決めており、時間がなくやむを得ずCMに入る場合は、CMにジャンケンを行ってCM明けに観客優勝者発表をしていた。
- 団地でじゃんけん中継（1991年頃 - 1994年頃）
  - リポーターは初代は小林豊・当時TBSアナウンサー、2代目はバカルディ（現：さまぁ〜ず）が担当した。リポーターが全国各地の団地へ出向き、まずベランダに出てもらい手を振る。そのあとに抽選で選ばれた家庭にリポーターがおじゃまし、スタジオの和田にじゃんけんで勝利すると、超豪華料理がプレゼントされるという企画。レギュラー時代の和田の勝率は8割と視聴者プレゼントにもかかわらず、連勝という珍事が続いていた。
  - 2015年12月27日放送の30周年記念スペシャルで21年ぶりに特別復活し、リポーターをハマカーンが担当した。

#### インフォマーシャルコーナー
- That's宝くじ（2008年4月6日 - 2011年3月6日）
  - 生放送終了後に1分間放送されていたコーナー。これは『アッコにおまかせ!』のコーナーではなく、『アッコにおまかせ!』に内包されたコマーシャルである。また、生放送ではなく本放送前の事前収録である。
  - 1週間内に行われた数字選択式全国自治宝くじ「ミニロト」「ロト6」「ナンバーズ」の抽選結果を発表。[注釈 30]司会は峰竜太と週替わりのアシスタント2名[注釈 31]が務める。
  - 結果的に東北地方太平洋沖地震（東日本大震災）の影響により2011年3月6日の放送で「That's宝くじ」は終了し、2011年4月3日放送分からジャパネットたかたテレビショッピングに変更された。
- アッコにおまかせ! ジャパネットたかたテレビショッピング（2011年4月3日 - 2012年3月）
  - 「That's宝くじ」同様収録で、峰と週替わりアシスタントが進行。峰が「高田社長、お願いします」と呼び掛けると高田明が、ジャパネットの佐世保本社スタジオに登場し「峰さん、今回は○○の商品をおまかせください」と言ってから商品説明に入る。高田の部分は勿論VTRで納品されたもので、生放送の中に疑似生放送のコーナーが入り、さらに高田のVTRも疑似生という形で放送される。
  - 2012年4月以降は後半コーナーの尺拡大に伴い内包されたコマーシャルは終了した。その分本編のネットセールスが3分から4分に再び拡大されたが、2014年4月は2分に縮小されたが、2014年5月以降は本編のネットセールスが2分に維持したまま2年1か月ぶりに内包されたコマーシャルが復活したが2015年9月27日をもって内包されたコマーシャルは終了した。なお、ジャパネットは2022年4月3日より再度復帰したが、テレビショッピングの放送はほかの番組で放送しているような形式に変更された。
- auにおまかせ!（2014年5月4日 - 2015年9月27日）
  - 2014年5月4日から始まったKDDI提供の1分間の生CM（内包されたコマーシャル扱い）。峰（峰が出演できない場合はますだおかだから一人またはハマカーンまたはくみっきー）と春香（春香が準レギュラー時は松澤）がauの最新情報を伝えた（大半は仲谷のナレーションによる事前収録のVTR）。2014年4月のみ一般的な1分間CMが放送されていた。
  - 2015年10月以降は後半コーナーの尺拡大に伴い内包されたコマーシャルは終了したが、本編のネットセールスが2分から3分に拡大した。

#### その他の主なコーナー
- ゲストトーク（1985年10月20日 - 2001年3月25日）
  - 0:00頃から0:25頃の12時台前半に行われていたコーナー。
  - 番組開始3週目である10月20日にスタートし、毎週異なるさまざまなジャンルの芸能人・有名人・著名人1組（末期は1組の2名）をスタジオゲストに迎えて和田・男性司会者の2人がゲストと生トークを行う。その際、和田・男性司会者の持つ原稿をもとに進行したり、アシスタントがボードをスタジオのセンターへ持ってきたあと、そのボードに表示されているゲストの「秘」情報や意外な素顔などを明かして、それも見ていきながら進めていた。
  - コーナー第1回ゲストは芸能リポーターの梨元勝だった。
  - それまでもお笑い・歌手のデュオやトリオで2名・3名ゲストの場合もあったこのコーナーだったが、1997年から徐々にではあるが2人1組でゲスト出演が増えてゆき、2000年4月以降は正式に2人ゲスト体制となった。
  - 1998年10月以降は、セット後ろに準レギュラー陣が座って出演するようになった。
  - 番組開始当初より約16年間もの長期間途切れず続いていた長寿コーナー。一時期は番組メインのコーナーだった。しかし、特に和田ら出演者から終了の説明はなく、ひっそりと終了した。
  - 2015年12月27日放送分は番組開始30周年記念として14年ぶりに、ゲストを迎える形式ではなく総集編として復活し、過去放送のうち一部ゲストの放送を再構成した名場面集を放送した。
- 峰 竜太コーナー
  - 峰が毎週異なるクイズ・ゲーム・インタビュー企画をスタジオでプレゼンターとして担当していた。
- クイズおめでとうアッコさん!
  - 1992年10月25日放送。和田の芸能生活25周年記念を祝して行われた、和田に関するクイズを行う企画で、司会は峰竜太と田中義剛。スペシャルゲスト解答者に、オープニングから和田を祝いに駆け付けていた大橋巨泉、逸見政孝とダウンタウンの3組を招いた。優勝は大橋巨泉だったが、賞品は「和田アキ子さんの熱い口づけ」と発表されるや否やあまりの恐怖から逃げてしまい、それを止めようとした浜田雅功が逆に3人や田中に抑えられて口づけするという「オチ」となった。
- 3分間あなたをスターに!!おまかせオンステージ
- 藤井隆のおでかけクッキング
  - 当時準レギュラーの藤井隆司会による、料理コーナー。進行は広重玲子アナが担当。（現在は広報部へ異動）
- 現場へGO!
- 若手芸人勝ち抜きネタ合戦
  - 2004年頃放送。毎週オーディションで勝ち抜いてきた無名の若手芸人3組がネタで競い合い、誰が一番面白かったのかをリアルタイムで番組公式ホームページや、携帯サイトなどで投票できるシステムにより、面白かった1組を決めるコーナー。このコーナーには当時まだ全国的に知名度が低かった安田大サーカスやアンガールズが出演していた。
- 横浜ベイスターズ応援プロジェクト
  - 始まった当初は前半の冒頭で中継リポーターのジョーダンズ・山崎まさや（初回はTBSアナの小笠原亘だった）が直接横浜の選手に会って本番組内で生出演し、週間MVPの表彰を行いおまかせメンバーとのトークをしていた。
  - しかし、TBSが買収した同球団PRのためにむりやり挿入された感は否めず、「プロ野球自体よく分からない」[注釈 32]と話す和田はもとから興味がなく、中日ドラゴンズファンの峰、広島東洋カープファンの安東、東京ヤクルトスワローズファンの出川、阪神タイガースファン（阪神ファン）の松村、福岡ソフトバンクホークスファンの竹山など出演者陣には他球団ファンも多く、シーズン途中から番組後半に回され、VTRで表彰されることが多くなった。2006年度でコーナーは終了。
- 教えて!ルーキーワード
  - 現在、そして将来流行しそうな商品、言葉などの紹介をするコーナー。
  - 2007年10月14日に「初音ミク」を紹介したが、その内容が初音ミクを紹介するものではなく、初音ミクを使用しているユーザーを面白半分に取り上げたVTRで、VTR終了後に和田が感想を聞かれても「よく分かりません」としか答えなかった。その結果、インターネット上で放送内容に対する抗議が各所で発生した。
  - この放送の次の回（スポーツ中継のため2週間後に放送された）から、このコーナーは何の説明もなく突然終了した。

## 不祥事
- 2007年10月14日の放送で初音ミクが取り上げられた際、オタク叩きを行ったとしたその放送内容に対して苦情や批判が初音ミクファンの間で相次ぎ[28][29][30]、開発元のクリプトン・フューチャー・メディアのホームページにあるブログへの書き込みが殺到した[29]。クリプトン社代表取締役の伊藤博之は、番組制作サイドに問題があったとしつつ、ユーザーを不快にさせたことへの謝罪コメントを発表している。企画制作を担当した佐々木渉も、ムーブメントに対する喧嘩の売り方に呆れてしまうと怒りを露わにした[31]。なお、TBS側はこの件に関して後にCNETの取材に対し「謝罪のコメントを出す予定はない。具体的にどの辺が問題なのか指摘してもらいたい」とコメントしている[32]。
- 2009年8月23日の放送で、酒井法子の子供の写真をモザイクなしで映してしまい、翌週の放送で酒井の話題を取り上げた後に、画面にお詫びが表示され安東が謝罪した[注釈 33]。
- 2019年7月21日の放送で、前日に行われた宮迫博之と田村亮による闇営業問題に関する記者会見に出席した番組スタッフが、週刊文春で報じられた不倫疑惑について否定する宮迫が取材担当の文春の記者から「本当に真っ白ですか？」と糾問された際に「オフホワイトです」と弁明したことを引き合いに出して、「もし可能であれば、今の気持ちを何色で言い表せますか？」と宮迫に質問したことでネット上で番組に対する非難が殺到し[33]、番組内にて和田と国山がこの件に関して謝罪し、準レギュラーのヒロミが番組スタッフに苦言を呈する事態に至った[34][35][36]。
- 2021年3月28日の放送で、カンニング竹山が東京都知事の小池百合子が出演する広報動画に関し「全部じゃないけど、そのうちの1本に4.7億円がかかっている、血税でできているんですよ。」といった趣旨の発言をしたが「（東京都の）広告全体の経費だった」として同日の放送で謝罪した[37]。これに関して東京都はTBSと竹山の所属事務所（サンミュージック）に抗議文を送付し事実に基づいた報道をするようにと申し入れた。その後、翌週4月4日の放送で進行の小林が竹山の発言の経緯について説明し改めて謝罪した。
- 2024年7月7日の放送で、この日投開票された2024年東京都知事選挙の話題に関連して、投票の方法をめぐり誤った説明があった。投票用紙の記入方法について、進行の宇内が「立候補した名前で正しく書いてください」と説明したが、「候補者本人と特定できればひらがなやカタカナで書いてもよい」と後に訂正・謝罪した。また、投票所入場整理券を紛失した場合の説明についても疑問が生じる内容となったが、こちらについては当日の番組内で訂正等は行われなかった[38][39]。
  - この件について、TBS広報部は翌8日までに、J-CASTニュースの取材に対し、前者については「予定していた内容ではなかった」、後者については「東京都の選挙管理委員会に事前取材したうえで制作にあたりましたが、打ち合わせ段階での齟齬により誤解を招く内容になってしまった」とした上で、「東京都知事選の投票日当日に誤った情報を伝えてしまったことをお詫び申し上げます」と謝罪。番組内での対応等は検討中としている[40]。
  - X（旧Twitter）では番組に対する批判や説明を求める声が相次ぎ、タレントのラサール石井が出演者の反応を疑問視したほか[41]、元TBS報道局記者で参議院議員の杉尾秀哉が「看過できない。通りいっぺんの訂正、謝罪ではなく、局としてキチンと説明してもらいたい」と反応した[42]。
  - さらにこの件は、実際に説明していた宇内に対する誹謗中傷にも発展し、逆に「宇内アナ1人に責任を負わせるな」などと擁護する声も多く上がっている[43]。これについてはTBSテレビの社員である池田誠（当番組を制作する情報制作局と、報道局を兼務）が自身のXで、宇内がXのトレンドに上がっていることに驚きを示した上で「少なくとも番組で起きたことをアナウンサー個人の責任にすることはない」と同月9日に投稿した[44]。宇内自身はXやInstagramで同月7日の生放送後より自身のアカウントでの投稿を一時停止、後にリプライ（自身の投稿に対する返信）を制限する事態となっている[注釈 34]。また、自身がレギュラー出演しているTBSラジオの生放送番組『アフター6ジャンクション2』にも当番組の一連の出来事を受けて多くのメッセージが寄せられていた。同月10日の同番組のオープニングで宇内は直接的には触れなかったものの「しっかりと拝読し、真摯に受け止めています」とコメントした[45][46]。

- 2024年8月11日の放送で、パリオリンピック女子やり投で金メダルを獲得した北口榛花がカステラをうつ伏せになり競技場で食べている場面が放送され、その際、和田が「なんかトドみたいのが横たわってるみたい。かわいい」[47]と発言した。この発言について、SNS上では容姿を貶める発言であるとして非難の声が上がった。和田は翌週（18日）の前日となる17日放送のラジオ番組『ゴッドアフタヌーン アッコのいいかげんに1000回』（ニッポン放送製作）にて謝罪した[48]。その後、8月18日の放送で2分半に渡って謝罪した。

## 備考
番組は1985年10月のスタートだが、途中1998年10月以降は番組が正式にワイドショー寄りといえるコーナーを始めた影響もあってか、数年に一度の割合で説明責任が必要となる事案が発生している。以下の通り。

### 芸能ネタ関係
- 2008年11月30日放送分で和田が『第59回NHK紅白歌合戦』出場者の一部に対し「絞めてやりたい」と発言した。番組ではどの出場者であるのかは言及しなかったが、『週刊新潮』[要文献特定詳細情報]によるとGIRL NEXT DOOR（エイベックス）に向けられたものではないかとのこと[注釈 35]。また、同誌はPerfume（アミューズ）にも向けられていたと報道していたが、和田自身が好意的な発言[注釈 36] をしていたため、事実上の誤報となった。

### プロ野球日本シリーズとの連携
プロ野球日本シリーズがデーゲームで行われていた時代（1993年まで）は、大抵日曜開催の試合の放映権をTBS系列が持っていた関係で、試合直前の開催球場からの生中継を織り交ぜたことがあった。その際のリポーターは当時TBSのスポーツ実況アナウンサーだった石川顕が担当しており、球場の石川や解説者（張本勲、田淵幸一など）とスタジオの和田らのやりとりもちょっとした名物となっていた。
そのうち、本編で前記の石川が名実況（「清原が優勝目前、涙を流しています!」）をしたことで有名な1987年（西武対巨人）の第6戦の際には吉村明宏が西武球場に出向き、スタンド内の観客が和田らに出題する「観客席クイズ」（「歩道橋クイズ」の変形版）が実施されたことがある。

### フジテレビとの二元生中継（2005年7月24日）
笑福亭鶴瓶とココリコが途中乱入し、鶴瓶は下半身はブリーフ1枚（下にボクサーパンツを履いていた）、上半身はTBSのロゴの付いた黒Tシャツ姿で登場した。また、鶴瓶はこの日フジテレビが生放送していた『FNS25時間テレビ』の総合司会であり、フジテレビのカメラも同伴していたため、TBSとフジテレビの二元生中継となった。さらに、「全員正解あたりまえ!クイズ」をフジテレビと行い、TBS側に鶴瓶とココリコが加わり、フジテレビ側では今田耕司、西山喜久恵、高島彩が参加した（TBSアナウンサーの安東（当時）はフジテレビ系列の番組に、フジテレビアナウンサーの西山と高島（当時）はTBS系列の番組にそれぞれ初出演となった）。番組エンディングはいつも「アッコにおまかせ!」と和田をはじめ出演者がピースをすることとなっているが、当日はTBSのスタジオにいた出演者・鶴瓶・ココリコと、フジテレビの今田・西山・高島が一緒にポーズをしようとしていたが、和田が「せーの」と言った瞬間に鶴瓶が突然逃亡したため出来ずじまいとなった。
フジテレビとの二元生中継実施中にTBS側では2回CMが挿入されたが、フジテレビ側は終了時の逃亡までCMを挟まなかったため（本番組の終了と同時にCM入り）、CM中の本番組のスタジオの様子がそのまま放送された。

### レイトン教授シリーズとのコラボ（2009年12月）
TBSが映画『レイトン教授と永遠の歌姫』の制作に協賛することになりそのコラボ企画として2009年12月のクイズ企画は『おまかせ!レイトン教授からの挑戦状』と題し様々な暗号クイズに和田達が挑戦した。この企画の際の司会は安東と男性準レギュラーの1人が担当しており（峰は解答者として参加）準レギュラーはシルクハットをかぶり○○トンという名前で司会を行う。この企画があったため、同映画内のEDでプロモーション協力として本番組の表記が掲載されている。

### 地上アナログ放送終了
2011年7月24日正午に行われたアナログ放送から地上デジタル放送への切り替えはTBSでは本番組内で実施。番組では地デジ化キャラクター・地デジカと「地上デジタル放送推進大使」の1人・竹内香苗（TBSアナウンサー）が出演、冒頭のアナログ放送時ではアナログ放送テレビの歴史を紹介（1972年の「第14回日本レコード大賞」で和田が『あの鐘を鳴らすのはあなた』で最優秀歌唱賞を受賞した場面も放送）、そして全出演者と観客によるカウントダウンで地デジ放送へと切り替わった。

### 番組から派生したゲーム
番組内でコーナーになっているクイズブレインショックがタイトーによってニンテンドーDS用ソフトとして制作・発売されている。2006年12月7日に発売されたゲーム『アッコにおまかせ!ブレインショック』はジャンルが脳トレーニング（脳ゲー）であり、同名の携帯電話アプリの配信も行われている（12月1日からYahoo!ケータイ/メガアプリ版、4日に90Xiシリーズ向/iアプリ版、7日よりEZアプリ（BREW）版）。

### ニュースウオッチ9とのコラボ
2013年10月にNHK総合テレビジョン『ニュースウオッチ9』で「ウルトラマンの未公開映像が見つかる」とのニュースを紹介する際に実際にウルトラマンをゲストに迎え、当時メインキャスターの大越健介（当時NHK政治部記者）がウルトラマンと絶妙なやりとりを展開した。最後は「ウルトラマンさんは地球には3分程しか居られないので先程お帰りになりました」などと真顔で大越が発言。大きな話題となり、これを本番組内で紹介し両番組の交流が始まった。その際の本番組の放送をNHKの報道局長が視聴しており、翌朝、大越のもとに「快挙だよ!」と駆け込んで来たという（スタッフ一同は感動したという）。そして、大越・井上あさひ（同じく当時メインキャスター。NHKアナウンサー）が揃って2014年には和田に年賀状を送った。大越は合わせて直筆による手紙やメールも送り、その中で「いつか番組同士でコラボしたい」と綴った。和田は即座に反応し2014年1月5日放送分の本番組で「（1月6日の）『ニュースウオッチ9』のエンディングで2人に『ニュースウオッチ9におまかせ!』と唱えて、Vサインをして欲しい」と要望した。その結果、1月12日放送分でその後の報告があり（大越・井上はピースサインは行わなかった）、大越は出張で出演できなかったが、番組内でイラストとして実現した。和田はそのことに対し「イラストがとても可愛い」と感激していた。

## スタッフ
- ナレーター：中井和哉（2020年3月1日は服部潤、2023年5月14日は市川展丈が代役）、神田理江
- 構成：佐藤充、ビル坂恵・雫弘幸、羽田正樹
- 企画協力：ホリプロ
- TM：中村全希
- TP：吉田崇（2024年3月17日 - ）
- TD：中村年正、上村信夫（上村→以前はカメラ、一時離脱）（週替り）
- TD/カメラ：村井陽亮（週替り）
- VE：久保澤知史、北澤希美、湊里実、浦里麻也（週替り）
- カメラ：遠藤貴史、中島文章、河野広樹（週替り）
- 音声：小岩英樹、朝日拓郎、渡邉学（朝日・渡邉→一時離脱→復帰）（週替り）
- 照明：原昇、鹿島雄司、押木佑介、加藤美和子（鹿島→一時離脱→復帰）（週替り）
- 美術プロデューサー：清水久（以前は美術制作、一時離脱→復帰した時期あり）
- 美術デザイナー：岡嶋正浩（一時離脱→復帰）
- 美術ディレクター：鈴木康裕（以前は2022年3月20日から一時期美術制作→一時離脱）、河村空（2023年12月24日-）
- 装置：坂本進
- 操作：権田博之
- レタリング：池田日南
- 電飾：大平絵梨子、金井梨奈
- 装飾：平川裕美子
- ヘアメイク：梅原恵里
- MA：小林研人
- 効果：芦田功
- 編集：北崎太郎
- CG：鶴田隆司
- TK：岩橋千枝、田中理奈子（週替り）
- リサーチ：斎(斉)藤隆光（以前はディレクター）
- 衣装協力：ABISTE、PENALTY、ダイアナ、永島服飾株式会社、はるやま、ABC-MART、たんす屋、和真メガネ
- 演出スタッフ：オイコーポレーション、ホールマン、SACCESS Produce、NOAH Creative、MIP、プロフィット、BMC（週替り）
- 編成：福間寛子、川島優子（福間→2024年9月1日 - 、川島→2020年7月5日 - 2022年2月20日・2025年7月6日 - ）
- 配信：森岡史典（2024年9月15日 - ）
- AP：中野加奈子（以前はキャスティング）
- パネル構成：及川浩和（以前は構成、一時期おいかわひろかずと表記）
- ディレクター：鈴木竜哉（以前はディレクター/演出）、安部昌希、大山祐美、田中葉、石﨑大地、村木千尋
- 演出/ディレクター︰高見澤博光、石井健太郎（共に2024年9月1日 - ）（不定期）
- 総合演出：清宮嘉浩（2021年4月4日 - 、以前は演出/ディレクター）
- プロデューサー：鹿渡弘之（2022年10月9日 - 、以前はAP→キャスティング）、西垣佑亮（2023年7月2日 - 、以前は2023年5月7日 - 6月までMP）
- チーフプロデューサー：岩本啓助（2022年10月9日 - 、以前は演出/ディレクター→一時離脱→2021年7月4日 - 2022年6月26日までは企画プロデューサー→2022年7月3日 - 9月まではプロデューサー）
- 制作：TBSテレビ情報制作局情報三部（以前は情報制作局情報2部→制作局制作2部→情報制作局情報二部）
- 製作著作：TBS

### 過去のスタッフ
- ナレーター：関口伸、吉田知恵（『週刊おまかせ!芸能』担当）、DJ ARCHE（2015年12月27日放送分はサブナレーターとして復帰）、仲谷明香（『auにおまかせ!』担当）他
- 構成：奥山侊伸、西川晋（一時期シン西川と表記）、北村のん、成田はじめ、鵜沢茂郎、鶴間政行、高橋秀樹、小笠原英樹、山崎純、橋本テツヤ、利光宏治、佐藤研、播田ナオミ、中山ユキオ、藤井輝久、小久保剛、竹尾明子、瀬川ダイスケ、北本かつら、石井裕之、清水寛生、望月佐一郎、美濃部達宏、梅田道人、津田仁次、伊藤真二、平岡達哉、石川裕郁、武田郁之輔、羽柴拓、清J一郎、片岡章博、岩崎元哉、あべ
- リサーチ：吉原政幸、国安晶世
- 技術：椎谷光雄、秋本浩志
- 技術/TD：永田俊昭
- TM/TD：荒木健一
- TM：小南朗、高木敏之、丹野至之、森享宏、山下直（丹野・山下→共に以前はTD）
- TD：中澤健、山田賢司、依田純、寺尾昭彦、山根卓也、飯橋俊昭（中澤→以前は技術、飯橋→以前はカメラ）
- VE：松浦卓雄、小林俊之、水越俊之、真島稔、高橋康弘、野々村直、高松央、木野内洋、平井郁雄、青木智奈未、竹若章、塚田郁夫、沖田祐貴、榊聖一、森竜二、安部講志、鈴木祭、佐藤希美、宮本民雄、平子勝隆、則竹香、對間敏文（對間→一時離脱→復帰）
- 音声：高橋進、山田紀夫、松本百合雄、和山寛、森和哉、田村真紀、小澤義春、川島雅裕、平川圭史、松浦絵理、宇野仁美
- 照明：和田洋一、鈴木孝夫、松村劦、正木正登、吉田武志、杉本三智夫
- カメラ：白井昭至、佐々木三恵
- 中継：東通ほか
- 美術プロデューサー：山田栄、笠松和明、吉田元昭、長谷川隆之、渡邊秀和、鈴木直人
- 美術デザイナー：相野道生、橘野永、中川日向子
- 美術制作：佐野雅次（佐野→以前は美術進行）、朝川菜美、杉山弘子、矢部香苗（矢部→一時離脱→復帰した時期あり）、若松真夢、岩城正和、鈴木直美
- 美術ディレクター：浅野美幸（2021年9月 - 2022年3月13日・4月3日 - 、以前は美術制作）
- 電飾：内田光一、伊吹英之、金坂雅之
- 装飾：東山浩美、小野保菜美、安藤豪（安藤→一時離脱→復帰）
- 装置：塚上博、荷田豊
- 操作：三谷剛大
- レタリング：齊藤孝一、齊藤順一
- 効果：小堀博孝、新谷隆生、小作正明
- 選曲：林章雄
- TK：末武芙美子
- メイク：吉田謙二、高梨祐子、アートメイク・トキ
- 演出スタッフ：エムワン、サクセス・プロデュース、TIX'E、エイベックス&イースト
- 編成：寺田裕樹（2019年7月 - 2020年6月、以前はチーフディレクター・ディレクター）、三浦萌（2022年2月27日 - 2024年3月10日）、森岡梢（2024年3月17日 - 8月25日）、後藤大希（2024年9月1日 - 2025年6月29日）
- 配信︰相川拓也（2022年4月10日 - 2024年8月）
- 芸能デスク：稲垣吉昭、川澄博雄
- AP：長橋良子、宮島将志
- AP→キャスティング：大西訓世
- ディレクター：中野匡人、三谷良通、本間敦、山崎玲、佐藤徹弥、中原茂樹、平川達、蟹井俊也、浅井忠、島崎栄生、嵯峨祥平、上原一節、藤原直軌、服部英司、清水徹郎、宮本稔、浅井健二、柄雄彦、長野超、武次裕、後藤友紀、佐藤祥、二葉淳、塚本洋史、東頌三、高市廉、木下桃子、玉置智之、三浦晃平、廣田彰大
- 演出→チーフディレクター：山村俊史、田代秀樹、小笠原知宏、千葉晃嗣、藤崎実（藤崎→以前はディレクター）
- 制作進行：刀根鉄太
- プロデューサー：小畑光良、高橋啓志（高橋→現・TBSスパークル代表取締役社長）、櫟本憲勝、遠藤宗一、利根川展、辻下秀（以前は芸能デスク）、竹中優介[54]、平賀渉（平賀→以前はディレクター→チーフディレクター）、高橋一晃（高橋→2016年10月 - 2017年5月7日）、片山剛（片山→以前はディレクター・演出）、栄次崇之（栄次→2018年4月 - 2021年5月2日）、保津章二（保津→2017年5月 - 2020年11月・2021年5月 - 2022年6月26日、2020年12月6日 - 2021年5月まではCP）、清宮之禎（清宮→2020年12月6日 - 2022年9月、以前は演出/ディレクター）
- チーフプロデューサー：海本泰（以前はチーフディレクター→プロデューサー）
- 制作：杉山広司、増井昭太郎（増井→以前はプロデューサー）

## ネット局と放送時間
| 放送対象地域   | 放送局                    | 系列    | 放送日時                 | ネット状況 |
| -------------- | ------------------------- | ------- | ------------------------ | ---------- |
| 関東広域圏     | TBSテレビ（TBS）          | TBS系列 | 日曜 11時45分 - 13時00分 | 制作局     |
| 北海道         | 北海道放送（HBC）         | TBS系列 | 日曜 11時45分 - 13時00分 | 同時ネット |
| 青森県         | 青森テレビ（ATV）         | TBS系列 | 日曜 11時45分 - 13時00分 | 同時ネット |
| 岩手県         | IBC岩手放送（IBC）        | TBS系列 | 日曜 11時45分 - 13時00分 | 同時ネット |
| 宮城県         | 東北放送（tbc）           | TBS系列 | 日曜 11時45分 - 13時00分 | 同時ネット |
| 山形県         | テレビユー山形（TUY）     | TBS系列 | 日曜 11時45分 - 13時00分 | 同時ネット |
| 福島県         | テレビユー福島（TUF）     | TBS系列 | 日曜 11時45分 - 13時00分 | 同時ネット |
| 山梨県         | テレビ山梨（UTY）         | TBS系列 | 日曜 11時45分 - 13時00分 | 同時ネット |
| 新潟県         | 新潟放送（BSN）           | TBS系列 | 日曜 11時45分 - 13時00分 | 同時ネット |
| 長野県         | 信越放送（SBC）           | TBS系列 | 日曜 11時45分 - 13時00分 | 同時ネット |
| 静岡県         | 静岡放送（SBS）           | TBS系列 | 日曜 11時45分 - 13時00分 | 同時ネット |
| 富山県         | チューリップテレビ（TUT） | TBS系列 | 日曜 11時45分 - 13時00分 | 同時ネット |
| 石川県         | 北陸放送（MRO）           | TBS系列 | 日曜 11時45分 - 13時00分 | 同時ネット |
| 中京広域圏     | CBCテレビ（CBC）          | TBS系列 | 日曜 11時45分 - 13時00分 | 同時ネット |
| 近畿広域圏     | 毎日放送（MBS）           | TBS系列 | 日曜 11時45分 - 13時00分 | 同時ネット |
| 鳥取県・島根県 | 山陰放送（BSS）           | TBS系列 | 日曜 11時45分 - 13時00分 | 同時ネット |
| 岡山県・香川県 | RSK山陽放送（RSK）        | TBS系列 | 日曜 11時45分 - 13時00分 | 同時ネット |
| 広島県         | 中国放送（RCC）           | TBS系列 | 日曜 11時45分 - 13時00分 | 同時ネット |
| 山口県         | テレビ山口（tys）         | TBS系列 | 日曜 11時45分 - 13時00分 | 同時ネット |
| 愛媛県         | あいテレビ（itv）         | TBS系列 | 日曜 11時45分 - 13時00分 | 同時ネット |
| 高知県         | テレビ高知（KUTV）        | TBS系列 | 日曜 11時45分 - 13時00分 | 同時ネット |
| 福岡県         | RKB毎日放送（RKB）        | TBS系列 | 日曜 11時45分 - 13時00分 | 同時ネット |
| 長崎県         | 長崎放送（NBC）           | TBS系列 | 日曜 11時45分 - 13時00分 | 同時ネット |
| 熊本県         | 熊本放送（RKK）           | TBS系列 | 日曜 11時45分 - 13時00分 | 同時ネット |
| 大分県         | 大分放送（OBS）           | TBS系列 | 日曜 11時45分 - 13時00分 | 同時ネット |
| 宮崎県         | 宮崎放送（MRT）           | TBS系列 | 日曜 11時45分 - 13時00分 | 同時ネット |
| 鹿児島県       | 南日本放送（MBC）         | TBS系列 | 日曜 11時45分 - 13時00分 | 同時ネット |
| 沖縄県         | 琉球放送（RBC）           | TBS系列 | 日曜 11時45分 - 13時00分 | 同時ネット |

### ネット局に関する補足
- 制作局を除くネット局の特番などによる放送休止・放送時間変更・次番組の例外は以下の通り。
  - 毎日放送では選抜高校野球の決勝戦開催日が日曜日に重なった場合に限り休止（雨傘番組扱い・1999年、2011年、2024年、2025年が該当）。
  - 中国放送ではひろしまフラワーフェスティバルの初日が日曜日に重なった場合に限り、ひろしまフラワーフェスティバル・花のパレード中継を優先するため時差ネット（疑似生放送・1987年、1992年、1998年、2009年、2015年が該当）。
  - テレビ高知では、終了後に『サンデージャポン』が放送される（北海道放送・本州のTBS系列・あいテレビと放送順が逆）。
  - 琉球放送では12月の第1日曜日（NAHAマラソン）、熊本放送では2月第3週の日曜日（熊本城マラソン）、南日本放送は3月の第1日曜日（鹿児島マラソン）に限り、終了後に『サンデーモーニング』が放送される（長崎放送では過去に10月7日が日曜に重なった場合に限り終了後に『サンデーモーニング』が放送された）。
  - 長崎放送では10月7日が日曜日（長崎くんち）に重なった場合に限り、終了後に『健康カプセル!ゲンキの時間』が放送される。
  - テレビユー福島では毎年11月第3日曜に『ふくしま駅伝』の中継を放送するが、開催時間が本番組の放送時間と重なっているため、一時中断して本番組を放送する。青森テレビでは『ふくしま駅伝』と同時期に福島市内で開催される『東日本女子駅伝』（福島テレビ・フジテレビ系）を系列外ネットで放送するが、この番組を優先させるため、同時ネットの山梨放送（日本テレビ系）とは違い、同番組を時差ネットで放送する。